# John Robert Schrieffer
John Robert Schrieffer   (Oak Park, 31 de maig de 1931 - Tallahassee, 27 de juliol de 2019) va ser un físic estatunidenc guardonat amb el Premi Nobel de Física l'any 1972 pels seus estudis sobre superconductivitat.

## Biografia
Va néixer el 31 de maig de 1931 a la ciutat d'Oak Park, situada a l'estat nord-americà d'Illinois. El 1940, la seva família es traslladà a Manhasset, a l'estat de Nova York, i el 1947 a Eustis, Florida, on el seu pare va decidir abandonar la seva professió de farmacèutic i dedicar-se a la indústria dels cítrics.
Després de llicenciar-se en física, després d'haver iniciar els estudis d'enginyeria, a l'Institut Tecnològic de Massachusetts el 1953 sota la supervisió de John C. Slater, va iniciar un postgrau a la Universitat d'Illinois, on conegué John Bardeen, del qual va esdevenir el seu assistent.

## Recerca científica
Després de resoldre un problema teòric de la conducció elèctrica en superfícies semiconductores, Schrieffer va passar un any al laboratori, aplicant la teoria a diversos problemes superficials. L'any 1957, abans de finalitzar els estudis, va desenvolupar la teoria BCS sobre la superconductivitat, juntament amb John Bardeen i Leon Cooper. Aquesta teoria descriu com a molt baixa temperatura es manifesta en els electrons una gran força d'atracció que els fa fluir aparellats de manera que, en passar prop d'un nucli atòmic, el primer electró cedeix energia, que és després recuperada pel seu company.
Després de finalitzar els estudis i doctorar-se el 1958 sobre la superconductivitat, Schrieffer continuà treballant sobre aquesta matèria a la Universitat de Birmingham, la Universitat de Chicago i Illiniois i a l'Institut Niels Bohr de Copenhaguen. L'any 1961 fou designat professor de la Universitat de Filadèlfia.
El 1972 fou guardonat amb el Premi Nobel de Física, juntament amb John Bardeen i Leon Cooper, pels seus treballs conjunts sobre la teoria de la superconductivitat, coneguda com a teoria BCS.
El 1984 va esdevenir professor de física teòrica a la Universitat de Califòrnia. El 6 de novembre de 2005, Shrieffer fou condemnat a dos anys de presó en ser declarat culpable de la mort d'una persona en un accident automobilístic causat l'any anterior, i ingressà al R. J. Donovan Correctional de San Diego (Califòrnia) el 26 de setembre de 2006.